# Hydrosère
 (août 2014).
Si vous disposez d'ouvrages ou d'articles de référence ou si vous connaissez des sites web de qualité traitant du thème abordé ici, merci de compléter l'article en donnant les références utiles à sa vérifiabilité et en les liant à la section « Notes et références ».

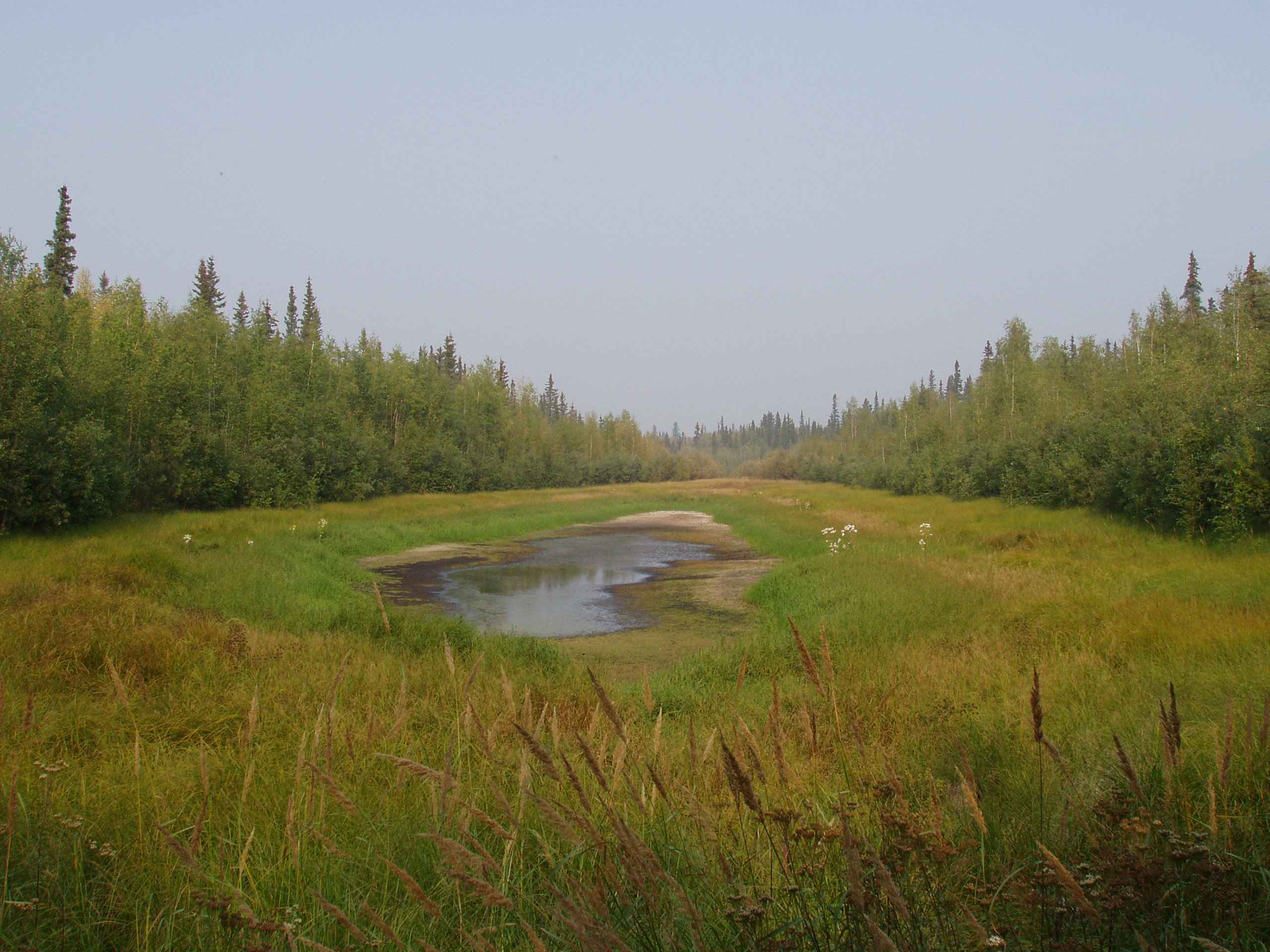
L'eau de la surface d'un étang presque totalement recouverte par la végétation.

Une hydrosère est une succession écologique qui se produit dans un lac d'eau douce.

## Description
Avec le temps, un espace ouvert d'eau douce comme un lac va naturellement se combler et devenir à terme une forêt (succession écologique). Au cours de ce changement, qui prend des centaines, voire des milliers d'années, différents milieux se succèdent tels que les marécages et marais. 
La séquence temporelle va de l'eau ouverte au climax, moment final de l'évolution, qui peut donc être une forêt.